# Haplocheirus sollers
L'aplocheiro (Haplocheirus sollers) è un dinosauro carnivoro o insettivoro, appartenente ai teropodi. Visse all'inizio del Giurassico superiore (Oxfordiano, circa 160 milioni di anni fa) e i suoi resti fossili sono stati ritrovati in Cina. È considerato il più primitivo e antico rappresentante degli alvarezsauri.

## Descrizione

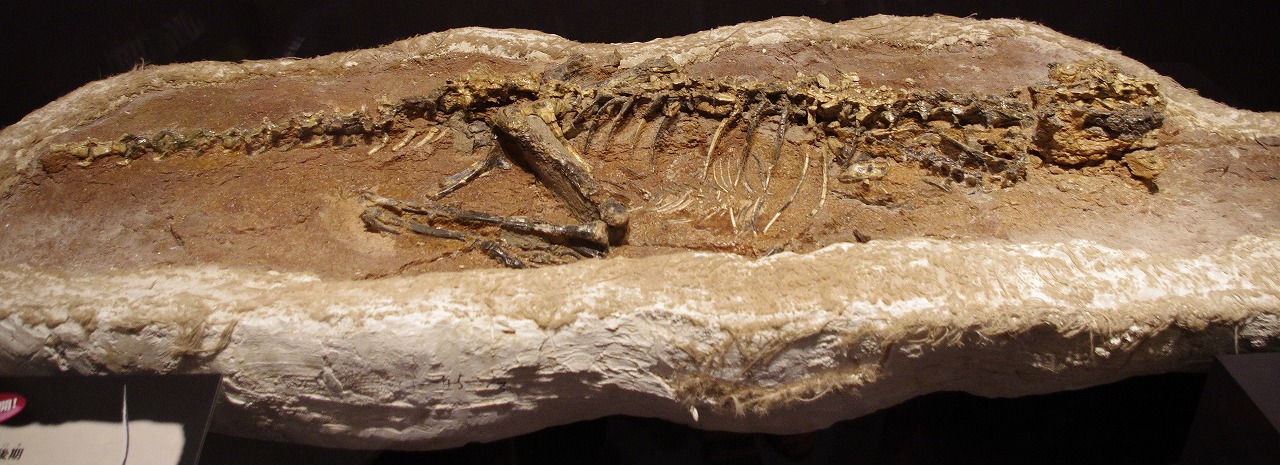
Scheletro ancora in matrice rocciosa

Questo dinosauro è noto per resti quasi completi, che permettono di ricostruire un animale lungo circa due metri, con un corpo snello e potenti zampe posteriori allungate e snelle. Al contrario dei suoi stretti parenti vissuti in tempi successivi (gli alvarezsauri), questo dinosauro era dotato di arti anteriori relativamente lunghi e dotati di tre dita funzionali; il primo dito era sì ingrandito e dotato di un grande artiglio ricurvo, ma erano presenti altre due dita con altrettanti artigli, mentre negli alvarezsauri successivi era presente il solo "pollice". L'aspetto generale di questo dinosauro richiamava abbastanza quello di Compsognathus e di Sinosauropteryx, due celurosauri basali del Giurassico, ma la coda di Haplocheirus era più corta rispetto a questi ultimi.

## Classificazione
Haplocheirus è noto grazie a fossili ritrovati nella formazione Shishigou e descritti nel 2010. Gli studiosi considerano questo dinosauro il più antico e primitivo rappresentante degli alvarezsauri, un gruppo di dinosauri teropodi molto specializzati, caratteristici del Cretaceo dell'Asia. Questi dinosauri erano generalmente di piccole dimensioni (lunghezza circa un metro) e dotati di strani arti anteriori con un solo dito ingrossato. Haplocheirus anticipa di almeno 60 milioni di anni gli altri rappresentanti del gruppo, e di circa 15 milioni di anni il più antico uccello noto (Archaeopteryx), rendendo così inverosimile l'ipotesi secondo la quale gli alvarezsauri sarebbero uccelli eccezionalmente specializzati.

## Paleobiologia

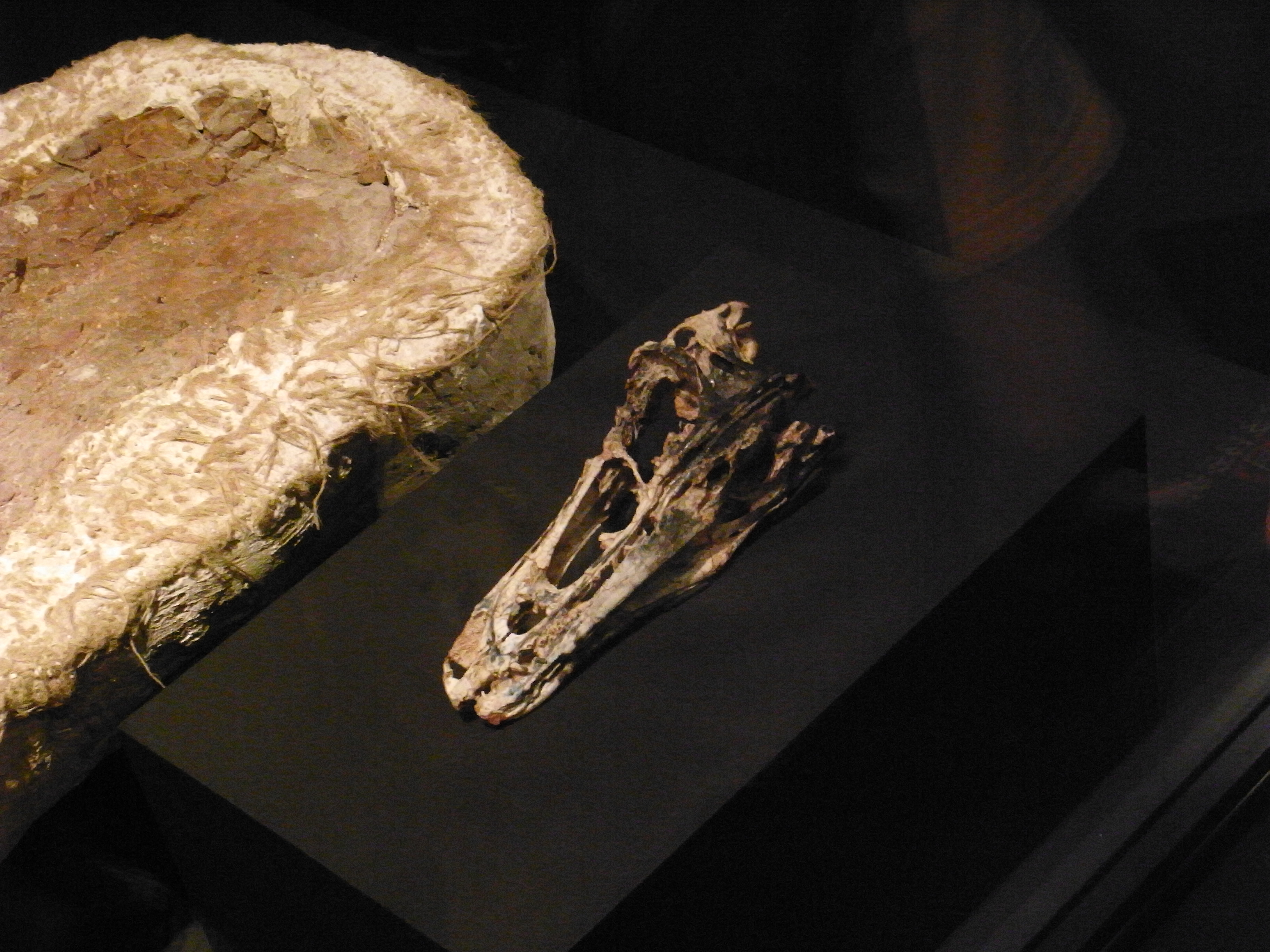
Cranio di Haplocheirus sollers

Haplocheirus viveva in un ambiente ricco di dinosauri teropodi, che evidentemente occupavano nicchie ecologiche ben diverse fra loro. Il grande Sinraptor, e forse il crestato Monolophosaurus quasi delle stesse dimensioni, probabilmente cacciavano grandi prede, mentre il tirannosauro basale Guanlong, anch'esso crestato, era un cacciatore di animali più piccoli (forse dinosauri ornitopodi). Il ceratosauro aberrante Limusaurus, invece, era probabilmente erbivoro e assomigliava agli alvarezsauri del Cretaceo. Infine, l'arcaico alvarezsauro Haplocheirus doveva cacciare piccoli rettili, mammiferi e forse insetti, che catturava con le zampe anteriori ancora allungate (il nome scientifico significa "mano semplice e abile", con riferimento all'ipotizzato utilizzo delle zampe anteriori in modo più completo dei suoi discendenti).